# Xanthopimpla exigutubula
Xanthopimpla exigutubula är en stekelart som beskrevs av Wang 1987. Xanthopimpla exigutubula ingår i släktet Xanthopimpla och familjen brokparasitsteklar. Inga underarter finns listade i Catalogue of Life.